# Ордино (Тверская область)
Ордино — деревня Роднинского сельского окр. в Старицком районе Тверской области, в 3 км от села Родня, в 18 км от города Старицы, расположена на ровном месте, в 500 м от р. Волга.

## История
По всей видимости, поселение здесь возникло в XI—XII вв., о чём свидетельствует курганная группа в 1 километре от деревни на правом берегу р. Волга.
В XVII в. д. Ордино принадлежало русскому дипломату, боярину, воеводе Афанасию Лаврентьевичу Ордину-Нащокину.
В 1859 г. Ордино — владельческая деревня, входившая в состав Роднинской волости Зубцовского уезда. В селении было 19 хозяйства, проживали 143 человека (67 мужчины и 76 женщин). Деревни Ордино принадлежали пустоши: Плавниха, Бор, Лунёво, Равница, Грядкино, Филатково, Кулигино.
Данные за 1886 г.: в деревне — 32 крестьянских хозяйства, проживали 206 человек (95 мужчин и 111 женщин). В селении было 4 колодца. Местные жители брали воду для себя из колодцев, по их мнению, вода хорошая и мягкая. Рядом с селением находилось болото, примерно 6 десятин.
Крестьяне — бывшие владельческие помещицы Ординой-Нащокиной, всего ревизских душ 63, и столько же земельных наделов. Вся крестьянская надельная земля находилась в трёх полях, которые были гористые и с девятью оврагами. Навоза на все поля не хватало. Пахали сохами, железные бороны были у всех домохозяев. Скот гоняли по своей и арендованной земле, нанимали пастуха с подпаском за 60 руб. Зимой многие мужчины подрабатывали конопатчиками.
Для отопления избы и овина крестьяне покупали дрова у разных землевладельцев на 8 руб. в год на домовладельца. Дети учились в Роднинской земской школе.
В 1901 г. в деревне открыта сельская одноклассная церковно-приходская школа со сроком обучения 3 года. В 1910—1911 учебном году в школе обучались 39 учеников (29 мальчиков и 10 девочек). В 1936 г. в Ординской сельской начальной школе обучались 16 учеников. В школе работал 1 учитель.
По переписи 1926 г. д. Ордино входила в состав Старицкой волости Роднинского сельсовета. В селении было 52 крестьянских хозяйства, проживали 246 человек (107 мужчин и 139 женщин). Деревня землеустроена в 1923 г., за ней было закреплено 451,21 десятины земли, в том числе: пашни 138,54 десятины, сенокоса 133,70 десятины, прочих угодий 147,49 десятины. Вся пахотная земля делилась на 6 полей.
В 1931 г. в д. Ордино на сельском сходе был создан колхоз «Ударник».
По Всесоюзной переписи 1936 г. в д. Ордино проживали 202 человека, в колхозе «Ударник» было 42 крестьянских хозяйства.
14 января 1942 г. была восстановлена Ординская малокомплектная начальная школа.
В 1950 г. селение Ордино входило в состав Роднинского сельского совета, в деревне проживали 136 человек, было 44 хозяйства. В этом же году произошло объединение колхозов «Искра» (с. Родня) и «Победа» (дд. Григорево и Рябцево) и «Ударник» в колхоз имени А. А. Андреева с хозяйственным центром при с. Родня.
1 сентября 1966 г. решением Старицкого исполнительного комитета Ординская малокомплектная начальная школа была переведена в д. Яйцово Мелтучевского сельского совета.
В 1970 г. селение Ордино по-прежнему в составе Роднинского сельского совета, в деревне проживали 47 человек, было 21 хозяйство.
1 июня 1979 г. был закрыт Ординский пункт кинопоказа, «в связи с тем, что население в данном населённом пункте малочисленно, а также помещение пункта кинопоказа находится в аварийном состоянии».
В 1989 г. селение Ордино также в составе Роднинского сельского совета, в деревне проживали 15 человек, было 12 хозяйств.
На 1 января 2005 г. в д. Ордино: 6 хозяйств, 9 жителей.